# جبل العقر (السياني)

تعديل مصدري - تعديل

جبل العقر محلة تابعة لقرية الدار، التابعة لعزلة النقيلين بمديرية السياني إحدى مديريات محافظة إب في الجمهورية اليمنية.، بلغ تعداد سكانها 53 حسب تعداد اليمن لعام 2004.